# 英山县第一中学
英山一中全稱英山县第一中学，位于中国湖北省英山县，为53所湖北省重点中学之一，当地人简称“一中”。校园占地133亩，建筑面积4万平方米，现有45个教学班，学生近3000人，在职教职工237人，专任教师193人。

## 历史沿革
英山一中创建于1939年，前身为英山县战时模范学院，1999年迁至现址。

## 校园建设

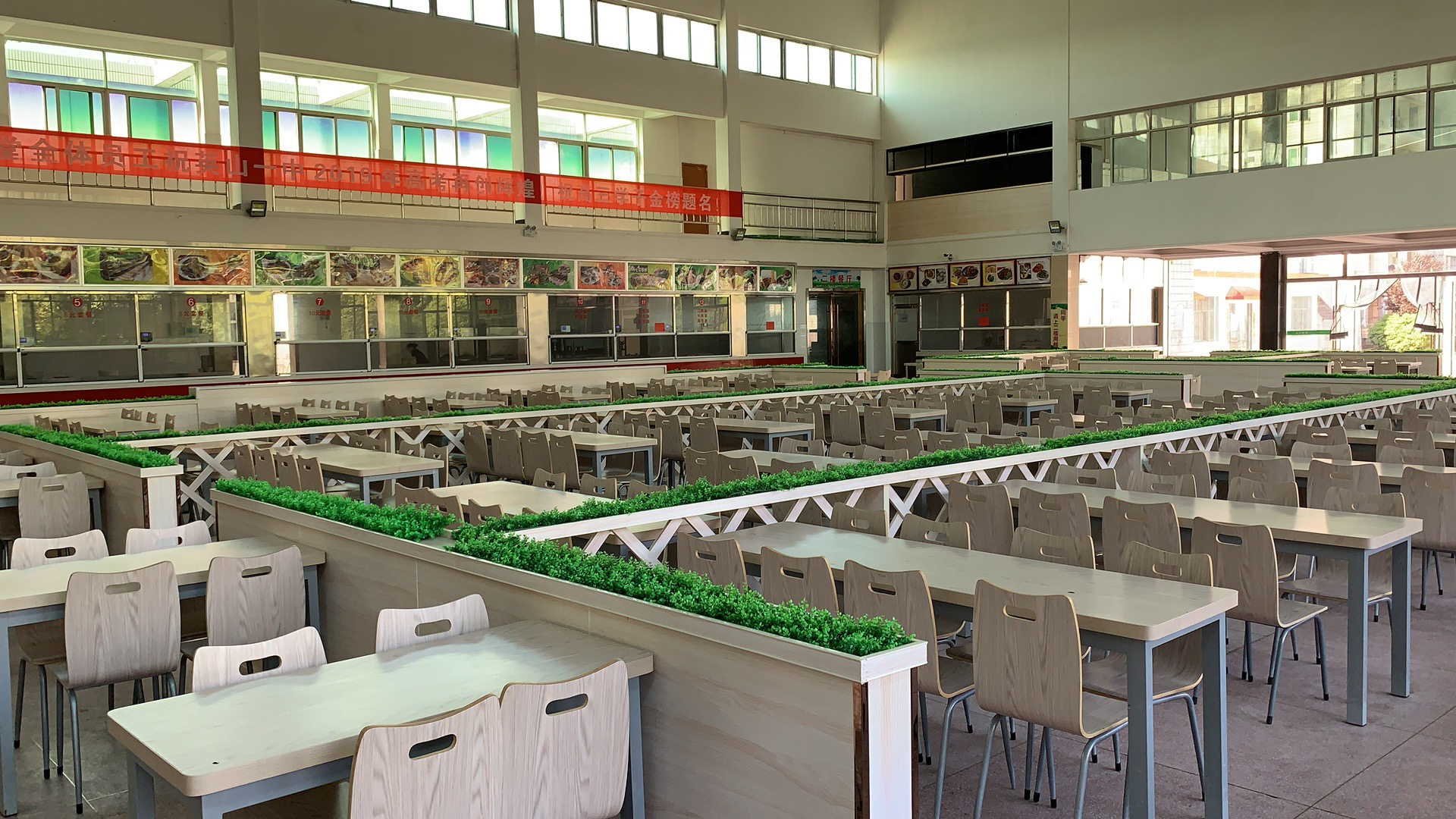
英山一中学生食堂

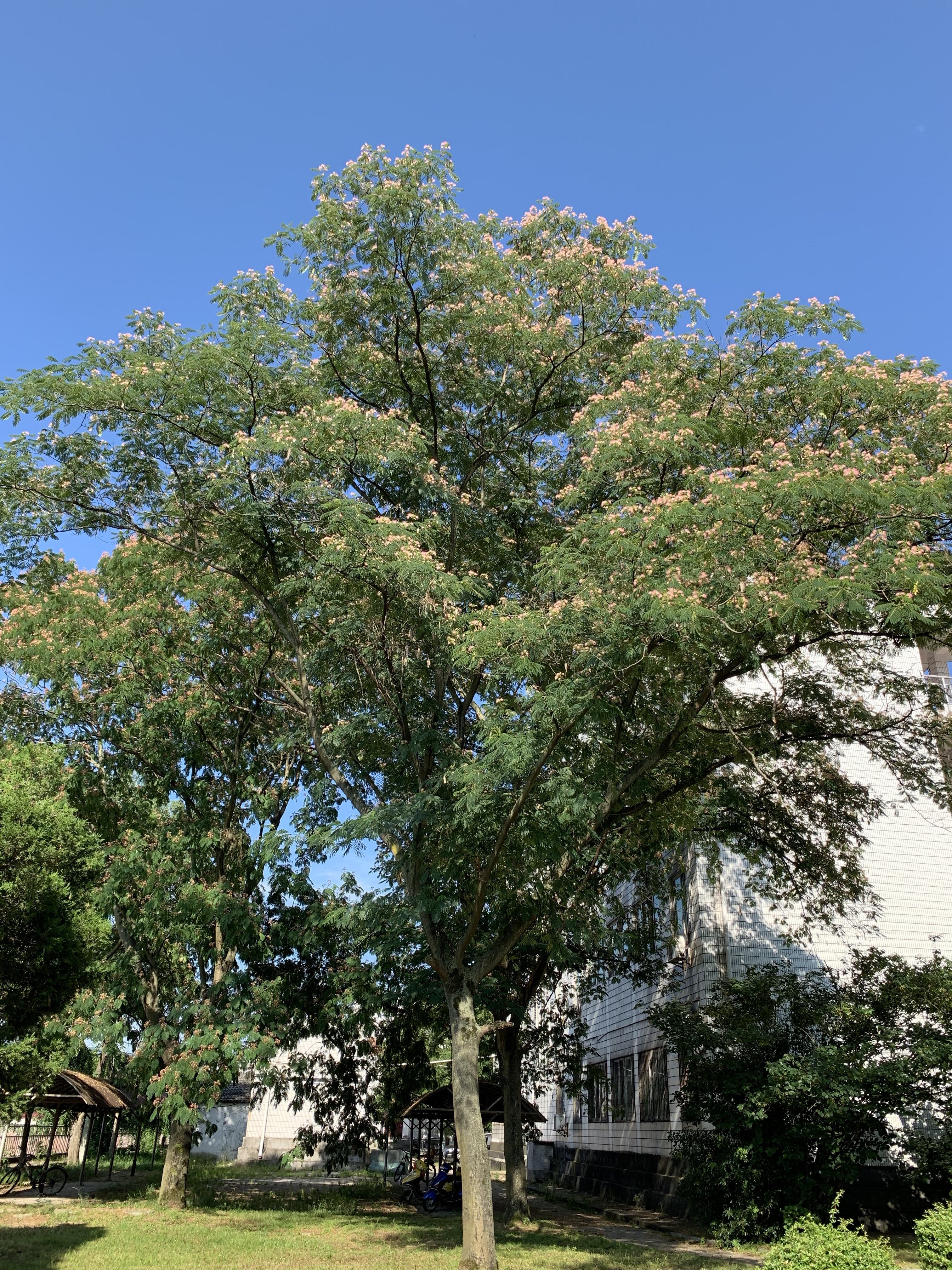
英山一中花园绿植

校园按照教学、运动、生活三区分设，其中主教学楼1幢，食堂兼大礼堂1幢；室外篮球场4处、羽毛球场2处，标准足球场及跑道1处；学生宿舍5幢、生活超市1幢、绿化小花园1个。